# Narjot Ier de Toucy
Pour l’article homonyme, voir Narjot de Toucy.
Narjot Ier de Toucy (né vers 1060 - † avant 1110) est seigneur de Toucy au début du XIIe siècle. Il est le fils d'Ithier Ier de Toucy, seigneur de Toucy, et de son épouse Élisabeth.

## Biographie
Vers 1098, il fonde avec ses frères aînés Ithier II de Toucy et Hugues Ier de Toucy l'abbaye de Crisenon,.
Puis il apparait dans une charte d'avant 1100 dans laquelle son frère aîné Ithier II de Toucy reconnaît Hugues Ier de Toucy comme successeur avant de partir en Terre Sainte lors de la première croisade où il trouve la mort.
En 1100, il apparait avec son frère Hugues dans une donation à l'abbaye de Molesme avant que tous deux partent pour Jérusalem, mais ce voyage ne se fera pas.
Il devient seigneur de Toucy entre 1100 et 1103 lors du décès de son frère Hugues.
Dans une charte de 1110 il fait un don à l'abbaye de Saint-Benoît-sur-Loire avant de partir pour Jérusalem où il trouve la mort.
Après sa mort, son fils aîné étant trop jeune, la seigneurie est alors administrée par son gendre Hugues de Cosne, dit le Manceau, époux de sa fille Béatrix de Toucy.

## Mariage et enfants
Vers 1090, il épouse Ermengarde de Cravant, dont il a neuf enfants :
- Ithier III de Toucy, qui succède à son père ;
- Étienne de Toucy, premier abbé de Reigny de 1128 à sa mort en 1162 ;
- Béatrix de Toucy, qui épouse Hugues de Cosne, dit le Manceau ;
- Sare de Toucy, qui épouse Hugues du Thil, sénéchal du comte de Nevers ;
- Garne de Toucy, qui épouse Geoffroy III, seigneur de Donzy, fils d'Hervé II de Donzy ;
- Adeline de Toucy, abbesse de Crisenon ;
- Humbert de Toucy, qualifié d'enfant dans une charte de 1110 ;
- Alexandre de Toucy, cité dans une charte de 1162 ;
- Hervé de Toucy, moine à l'abbaye de Pontigny.

Deux probables petits-enfants de Narjot Ier de Toucy sont également connus sans que leur père soit clairement identifié :
- Geoffroy de Toucy, abbé des Roches ;
- Jean de Toucy, frère du précédent, moine à l'abbaye de Cluny.

## Source
- Ernest Petit, Histoire des ducs de Bourgogne de la race capétienne, 1889.